# Sam Matekane
Ntsokoane Samuel Matekane (Thaba-Tseka, 15 de março de 1961) é um empresário e político soto, primeiro-ministro do Lesoto desde 28 de outubro de 2022. Antes de concorrer, ele era considerado a pessoa mais rica do país. Matekane fez fortuna nos negócios, principalmente na mineração de diamantes. Ele fundou sua empresa, Matekane Group of Companies (MGC) em 1986.
Em março de 2022, Matekane deu uma entrevista coletiva em seu hotel boutique e declarou que mudaria dos negócios para a política e formou o partido  Revolução para a Prosperidade (RFP). A RFP chocou o sistema político do país. Matekane autofinanciou uma campanha política de ponta com forte presença na mídia social e venceu as eleições gerais do Lesoto de 2022, em meio a um longo período de insatisfação política devido à instabilidade do governo No país. A vitória de Matekane foi fortemente influenciada por sua campanha nas redes sociais. A vantagem financeira de sua campanha no terreno, junto com seu alcance e presença na mídia social, foi incomparável com os outros 63 partidos que disputaram a eleição.
Através do MGC, Matekane financiou vários projetos sociais no país. Matekane financiou a construção de um estádio de futebol, uma escola e um centro de convenções e uma fazenda de esquema proprietário-agricultor com compartilhamento de custos em sua aldeia de Mantšonyane. Durante a pandemia de COVID-19, comprou equipamentos de teste, vacinas e outros itens médicos necessários e os doou. Ele fez muitas doações generosas no valor de M8 milhões em formulários para a Polícia , e muitos milhões em ambulância, leitos de UTI, macas, cadeiras de rodas, máquina de lavar roupa e secadora e 1000 militares Uniformes doados para a Força de Defesa do Lesoto.

## Início da vida
Nascido em 15 de março de 1958, Matekane é o 7 de 14 irmãos. Ele nasceu na aldeia muito remota de Mantšonyane no que era então chamado de [[Basutoland] britânica], agora Lesoto.
Matekane frequentou a escola primária e concluiu o Formulário C (10º ano). Por um curto período, ele se tornou um menino ouvido e depois mudou-se para Maseru com distante parentes para estudos. Depois de completar o Formulário C, ele foi enviado como aprendiz de mecânico na África do Sul. Após a conclusão de seu aprendizado, ele trabalhou nas minas da África do Sul. Sua passagem pelas minas foi curta e ele voltou para Maseru com 20 e poucos anos, onde começou a trabalhar como vendedor de lã e mohair, junto com outras mercadorias, até formar sua empresa.

## Negócios
Matekane é o fundador e CEO do Matekane Group of Companies (MGC), estabelecido em 1986 como uma empresa de vendas de equipamentos de construção. A empresa inicialmente comprou veículos velhos e danificados do governo, para repará-los e revendê-los de volta ao governo. Este foi um arranjo único que permitiu a Matekane colocar suas habilidades mecânicas em bom uso. Sua empresa cresceu de forma constante e se expandiu para as áreas de mineração, aviação, imobiliário e filantropia.
Seu trabalho filantrópico levou à doação de uniformes para a polícia, doação de ambulâncias, construção de uma escola de última geração em seu distrito natal e, mais recentemente, à criação de uma fazenda de custos compartilhados com os moradores locais.

## Política
Em março de 2022, vários meses antes das eleições gerais de Lesoto em 2022, Matekane fundou um partido chamado  Revolução para a Prosperidade (RFP). Posicionou-se como o protetor da comunidade empresarial do país, o líder messiânico que traria estabilidade à política do Lesoto e o único empresário em o país que poderia acabar com a corrupção e trazer o Lesoto de volta da recessão que vive desde 2017. Matekane fez uma declaração para "tornar o Lesoto grande novamente" por todos os meios necessários.
Políticos e empresários em toda a região da África do Sul ficaram impressionados com sua ascensão meteórica na política. A campanha de Matekane foi uma forte campanha de relações públicas nunca antes vista no país. A vitória de sua campanha foi pavimentada por gastar mais que seus rivais e por justificar por que os políticos de carreira não estavam mais servindo aos melhores interesses de Lesoto. Ele foi considerado um estranho durante a campanha e esse status ajudou a ganhar o voto popular. O partido RFP de Matekane terminou a cinco cadeiras da maioria absoluta na Assembleia Nacional. Sem uma maioria simples para governar sozinho, Matekane formou um governo de coalizão com dois partidos com menos de 3 assentos cada na assembléia, a Aliança dos Democratas e o Movimento para Mudança Econômica.
Depois de sua vitória eleitoral, Matekane prometeu começar a correr. Ele delineou um plano de 20 pontos para combater a corrupção e o déficit governamental de M6.1billion, nos primeiros 100 dias no cargo. Ele planeja reverter a recessão econômica por meio de austeridade e criação de empregos de investidores internacionais e alcançar o que pode ser normalmente ser alcançado em 20 anos em seu primeiro mandato.